# Terminal de paiement électronique
Pour les articles homonymes, voir Terminal et TPE.

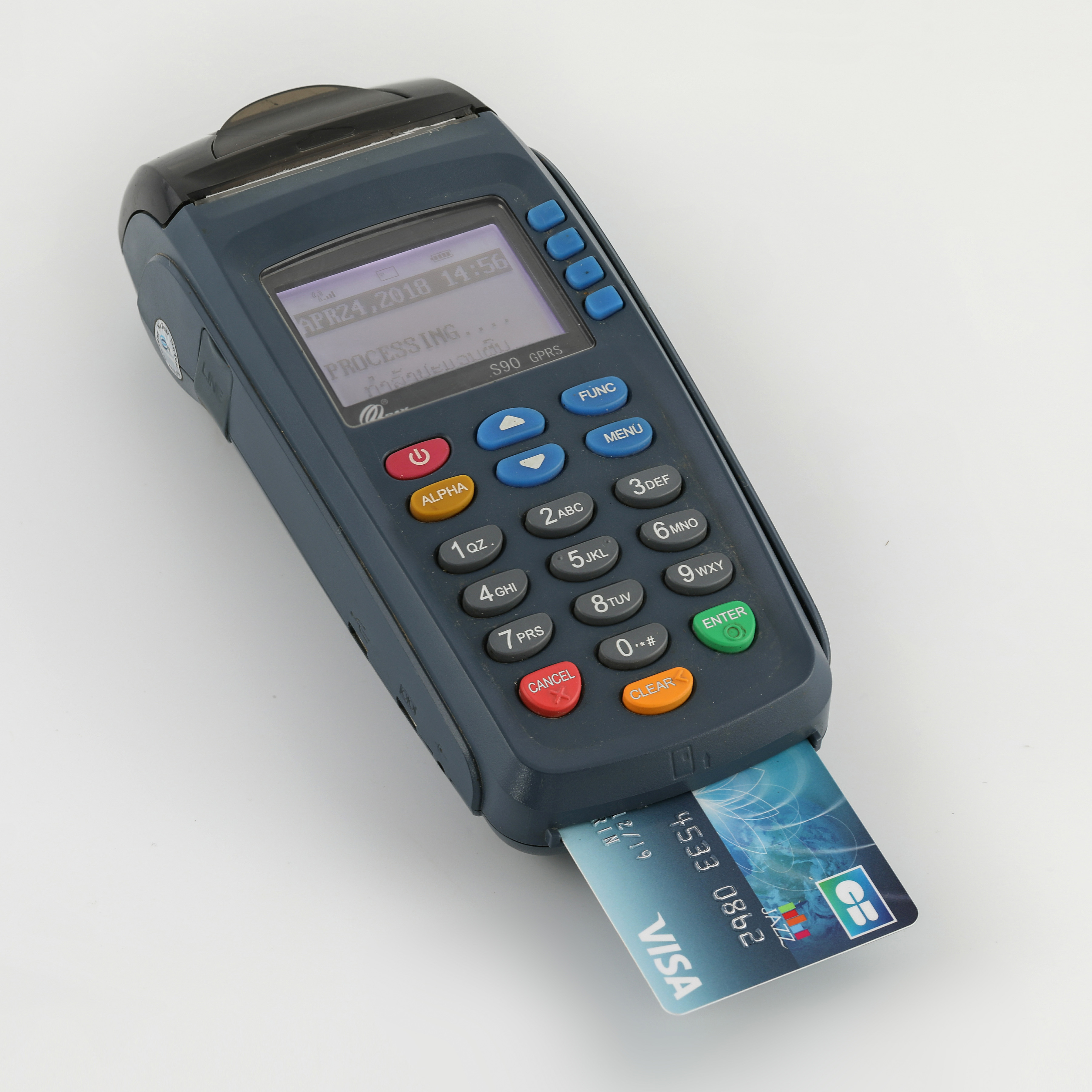
Terminal de paiement électronique en cours de service avec une carte Visa insérée.

Un terminal de paiement électronique (également connu sous le sigle TPE) est un appareil électronique qui permet de réaliser des transactions financières sécurisées par carte de paiements (qu'elles soient à puce, à bande magnétique ou sans-contact).
Les premiers terminaux de paiements électroniques sont créés en 1980 bien après la première carte de paiement en 1967. Les TPE sont intimement lié à l'histoire des cartes bancaires.
Il existe plusieurs sortes de TPE. Ils peuvent être fixe ou portables. Les TPE standards sont généralement munis d'un écran (tactile ou non), d'un clavier (permettant au commerçant de taper le montant et au client de taper son code de carte bancaire), d'un ou plusieurs lecteurs de cartes (fente pour l'insertion ou pour le passage de cartes magnétiques et puce NFC pour la lecture des cartes en sans-contact) et d'une imprimante (permettant d'imprimer les reçus de cartes pour le client et le commerçant).

## Types de terminaux de paiement électroniques
Il existe plusieurs grandes familles de TPE :
- les terminaux fixes,
- les terminaux mobiles.

### Terminaux fixes
Un terminal fixe est un terminal posé sur le comptoir du commerçant, branché à une prise électrique et disposant d'un point d'accès (qui peut être une prise RTC, une box Internet ou une carte SIM. 
Ces terminaux peuvent avoir, en outre, un petit clavier coté client appelé PinPad afin que le client tape son code à l'abri des regards indiscrets. Ce type de TPE est pour un usage sédentaire et ne peut pas être déplacé.

### Terminaux portables
Un TPE portable est un terminal qui peut être déplacé librement car il n'est pas connecté directement en filaire. Il dispose d'une batterie intégrée qui se recharge sur son socle qui, elle, est connectée à une prise électrique et à un point d'accès. La liaison entre le TPE et sa base se fait généralement en Bluetooth ou Wi-Fi.
Il est dit TPE mobile quand il dispose de sa propre carte SIM et peut donc être transporté n'importe où hors du magasin du commerçant.
Ces deux types de TPE peuvent, en plus, être connectés à une caisse enregistreuse afin que le commerçant ne soit pas obligé de taper le montant sur le TPE puisque c'est la caisse enregistreuse qui envoie le montant directement sur le TPE, ce qui évite les erreurs de saisie. Certaine solution permettent un le paramétrage du terminal de paiement par le système d'encaissement.
Il existe aussi des TPE dit Santé (IE96S) qui permettent, en plus, de faire la lecture et/ou la mise à jour de cartes vitales pour les médecins et des feuilles de soins externes.
Suivant l'utilisation que le commerçant fera de son TPE, plusieurs tests permettent de choisir son TPE en fonction de son activité.

### Communication principale des terminaux de paiement
À la signature de son contrat monétique, le commerçant doit choisir son type de communication.

#### CommunicationRTC
Le TPE se connecte à la banque de l'acquéreur par la prise téléphonique (anciennement PAD TRANSPAC). Les délais sont importants lors d'autorisation ou de télécollecte. Ce type de communication devient obsolète.

#### Communication IP (Ethernet ou Wi-Fi)
Le TPE se connecte à une passerelle agréé GIE CB qui prend en charge la sécurité des échanges en SSL (et TLS à partir de 2018) des communications et transmet les échanges avec la banque du commerçant.

#### Communication 3G/4G
Selon son modèle, le TPE peut disposer d'une carte SIM M2M incluant un forfait de téléphonie mobile, généralement inclus dans la prestation de la location du TPE ou dans le contrat de maintenance.

## Fonctionnement
Plusieurs acteurs entrent en jeu dans le fonctionnement d'un TPE :
- la banque du commerçant (qui fournit les contrats monétiques liés directement au compte bancaire du commerçant),
- le mainteneur du TPE (qui s'occupe de la maintenance du TPE pour les pannes ou les questions),
- le passerelliste Monétique (qui propose la liaison sécurisée entre le TPE et la banque du commerçant),
- la banque du client.

Tout d'abord, un commerçant doit signer un contrat monétique avec sa banque (ce qu'on appelle domiciliation bancaire) par lequel sont fixés plusieurs paramètres (logiciels utilisés, transactions, montant maximum pour une autorisation, commissions bancaires…)
Un TPE permet de réaliser les fonctions suivantes :
- La lecture des données de la carte bancaire, qui peut demander ou non le code PIN,
- La communication des informations aux banques,
- L’enregistrement de l’ensemble des transactions,
- L'envoi à la banque du commerçant des transactions réalisées.

Dans la plupart des cas, le client doit être présent avec le commerçant pour payer via un TPE (sauf dans le cas d'un paiement VAD)
Lors d’une transaction, les étapes du fonctionnement du terminal de paiement électronique sont les suivantes :
1. Si le TPE n’est pas relié à une caisse enregistreuse, le commerçant doit saisir le montant de la transaction sur le TPE à l'aide du clavier numérique de celui-ci,
2. Une fois le montant validé, le client insère sa carte bancaire dans le TPE ou la présente sur le capteur « sans contact » afin que des vérifications soient réalisées,
3. Dans certains cas, après le passage de la carte bancaire du client, une autorisation est demandée à la banque du client pour vérifier que le client est solvable et dispose des fonds nécessaires à la transaction ou tout simplement, par mesure de sécurité,
4. Une fois l'autorisation validée, le commerçant peut éditer ou non un ticket pour le client et doit obligatoirement imprimer un ticket pour lui-même afin de prouver que la transaction à bien été effectuée,
5. Une fois par jour (généralement la nuit), le TPE fait une télécollecte automatique pour envoyer le total des sommes collectées vers la banque du commerçant.

Le TPE peut être ONLINE ou OFFLINE.
- Online : le TPE fait les transactions en temps-réel auprès des banques (autorisation, paiement, débit du client etc. etc.). On retrouve ce type par exemple dans les grandes surfaces ou aux bornes des stations essences par exemple.
- Offline : le TPE enregistre dans sa mémoire interne toutes les transactions de la journée. Et fait une télécollecte généralement la nuit pour envoyer les transactions vers le compte bancaire du commerçant de manière automatique (cas le plus généralisé chez les commerçants standards).

### Tickets
À la fin de la transaction, le commerçant demande au TPE d'imprimer un ou deux tickets au choix : le ticket client et le ticket commerçant : 

#### Ticket client
Sur le ticket client se trouvent plusieurs informations essentiels pour lui : 
- Le cryptogramme de la transaction : il s'agit d'une authentification de la transaction. En cas de litige, ce numéro est une preuve d'authenticité ;
- le numéro de contrat monétique du commerçant ;
- Le type de la transaction ;
- L'enseigne et l'adresse du commerçant ;
- Le numéro de la carte utilisée de manière semi-effacée ;
- Le montant de la transaction.

À partir de 1er avril 2023, l’article 49 de la loi no 2020-105 du 10 février 2020 relative à la lutte contre le gaspillage et à l’économie circulaire (loi AGEC) rend optionnel l'impression systématique des tickets clients par le commerçant.

#### Ticket commerçant
Les mêmes données figurent sur le ticket commerçant, hormis le numéro de carte de paiement du client qui est en clair afin que, en cas d'incident avec l'appareil, le commerçant puisse bénéficier quand même de ses crédits.

### Types de transaction
Un TPE peut faire plusieurs types de transactions : 
- DEBIT : Permet au commerçant de débiter le client (client ⇒ commerçant),
- DEBIT AVEC AUTORISATION : Permet de forcer le TPE à demander une autorisation lors d'un paiement,
- ANNULATION : Permet d'annuler une transaction enregistrée en mémoire avant la télécollecte,
- CREDIT : Permet de créditer un client d'un montant (commerçant ⇒ client).

### Types de logiciels
Pour faire face à la plupart des cas de paiements en carte bancaire, le TPE peut disposer de plusieurs logiciels. Les principaux sont : 
- CB EMV : Le logiciel de lecture par défaut des TPE. Permet d'encaisser un client en insérant sa carte bancaire (dont CB, MasterCard ou VISA) dans le terminal ;
- CB CLESS : Logiciel pour la lecture des cartes en Sans-Contact (si le terminal dispose de la technologie NFC) ;
- CB VAD : Pour la prise de paiement en Vente à Distance ;
- AMEX : Logiciel pour le paiement avec des cartes American Express ;
- CONECS : Pour le paiement avec des cartes Tickets-Restaurant de n'importe quel émetteur (Sodexo, Up, Edenred et Bimpli) ;
- CHEQUE : Permet d'imprimer des chèques depuis le TPE en disposant des matériels adéquats ;
- etc.

Il existe des centaines de logiciels disponibles chez le constructeur ou le mainteneur pour quasiment tous les services bancaires existants.

## Sécurisation
Le paiement en carte bancaire est l'un des modes de paiements les plus sécurisés. Plusieurs normes régissent l'utilisation des cartes et des TPE. Ces normes sont fixées par la GIE CB.
- Norme EMV (Europay Mastercard Visa) : Depuis 1998[4], il s'agit d'une norme de prévention standardisée de la fraude incluse dans les cartes de paiement et les terminaux de paiement. Il garantit qu'en cas de vol de données de carte de crédit, le contenu est rendu inutilisable. Avec cette norme, il est très difficile de contrefaire une carte bancaire.
- Norme PCI-DSS : Il s'agit de directives concernant le traitement, la transmission ou le stockage des données de cartes de paiement afin de s'assurer que les données de cartes sont conservées de manière sécurisée.
- Norme REMPARTS[5] : Pour les prestataires et les mainteneurs, Le GIE CB a mis en place la norme REMPART qui valide la conformité des prestataires aux exigences de sécurité REMPARTS[6].

## Historique des versions
Pour lutter contre les fraudes, le GIE CB met en place plusieurs versions qui évoluent avec le temps pour rajouter une sécurité et des nouvelles dispositions.
- CB5 5 : mise en place pour sécuriser les transactions, notamment par l'utilisation de la puce, à l'échelle internationale (0 % d'erreurs de transactions en France sur les cartes à pistes étrangères). Les étrangers se sont adaptés à la norme en changeant tout leur matériel. En France, par contre, il faut du matériel à la fois compatible V5.2 et V5.1.
- CB 5.1 : non commercialisée en France depuis décembre 2006.

- CB 5.2 B12 : lit les nouvelles cartes bancaires CDA, émises par les banques courant 2013.

- Depuis 2019 : Référentiel CB 5.5 bulletin 17
  - norme obligatoire actuellement pour tous les terminaux de paiements,
  - permet la multi domiciliation en CB et Sans-Contact,
  - choix pour le commerçant de choisir son fournisseur (Visa CB ou Mastercard, refuser certains types de cartes etc.).

- Depuis 2022 : Référentiel FRV6
  - permettre l'impression ou non du ticket "Client" et "commerçant",
  - impression du ticket commerçant AVANT le ticket client,
  - prendre en charge les cartes d’un maximum d’émetteurs (CB, MASTERCARD, VISA, AMEX, JCB, DISCOVER et UNIONPAY) sur une seule application PPEMV (Contact) ou PPSSC (Sans-Contact),
  - demander le code PIN du client lors d'un paiement Sans-Contact en mode « PIN Online »,
  - donne le choix à l’émetteur de demander un paiement en mode contact à la suite d'une demande d’autorisation échouée en mode Sans-Contact,
  - contrôle du code confidentiel du porteur de la carte sans contact après un paiement en Sans-Contact.

## Marché des terminaux de paiement

### Coût
L'un des inconvénients des TPE est sans-doute le coût de celui-ci. Il peut osciller, en achat à neuf par le commerçant, entre 80€ et plus de 500€ suivant la gamme et le modèle désiré.
Souvent, ce sont les banques qui proposent aux commerçants un contrat monétique avec la location et la maintenance du TPE. Les différences entre l'achat et la location peuvent être trouvées facilement sur Internet.

### Principaux acteurs du marché
Il existe plusieurs constructeurs et fournisseurs de TPE agréé par le GIE CB. Les plus connus sont : 
Au 16 novembre 2020 :
- Ingenico Group, racheté en 2020 par le groupe Worldline[8], puis la section "terminaux de paiement" est sortie de Worldline et rachetée par un un fonds d’investissement américain en 2022[9]
- Verifone,
- PAX NovelPlay,
- ALX Technologies.
- Nepting

### Quelques chiffres
En 2021, l'utilisation des CB, c'est en euros : 
- 534,7 Mds de paiements CB (+10 % par rapport à 2020),
- 14 Mds de transactions CB (+12,3 % par rapport à 2020),
- 73.9 M de cartes bancaires (+1,6 % par rapport à 2020),
- 6.3 Mds de paiement Sans-Contact (+ 36 % par rapport à 2020).

Les chiffres sont disponibles sur le portail Internet du GIE CB.